# Yé trop d'bonne heure

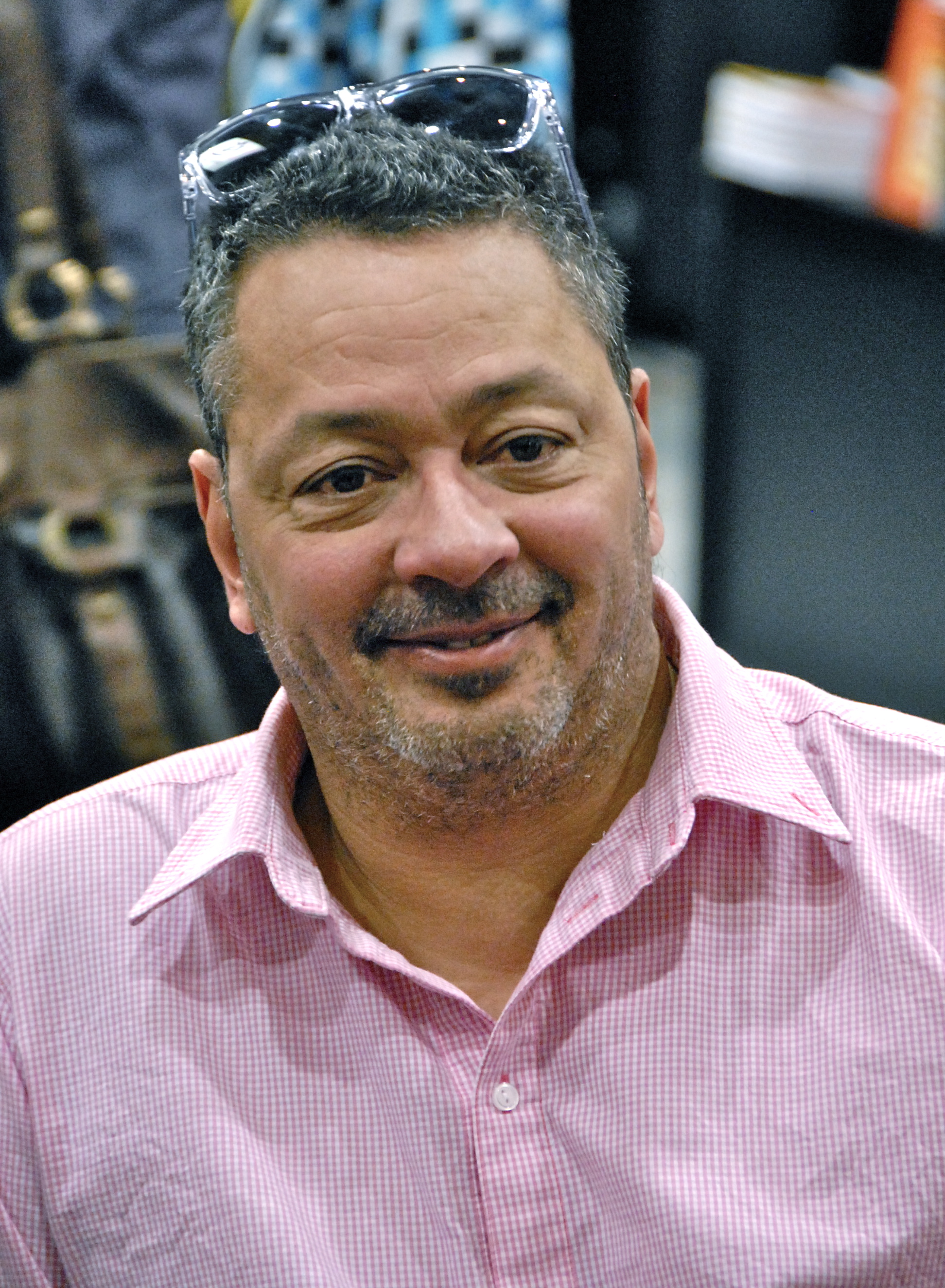
Normand Brathwaite assure l'animation de l’émission.

Yé trop d'bonne heure est une émission radiophonique matinale québécoise diffusée sur les ondes de CKOI-FM à Montréal durant 16 années, de septembre 1990 jusqu'au printemps 2006, et animée par Normand Brathwaite. 
Diffusée cinq fois par semaine, du lundi au vendredi et durant toute l'année sur 96,9 FM, Yé trop d'bonne heure prenait l'antenne le matin de 6 h à 9 h. 
Le programme se hisse rapidement au rang d'émission radiophonique la plus écoutée à Montréal dans ce créneau horaire, et se maintient en bonne position au chapitre des audiences tout au long de son existence.
C'est dans cette émission que l'humoriste François Pérusse se fait connaître, à partir de 1990. Il y diffuse pour la première fois ses sketchs des 2 minutes du peuple, qui connaissent un succès considérable. Pérusse reste lié à la station pendant plusieurs années.

## Liste des coanimateurs
Plusieurs coanimateurs et coanimatrices font partie de l'équipe de Normand Brathwaite au cours des années. En voici une liste partielle :
- François Pérusse
- Réal Béland
- Jean-René Dufort
- François Morency
- Christian Tétreault
- Roxane St-Gelais
- Joanne Prince
- Marie-Élaine Proulx
- Mike Bossy
- Gildor Roy
- Richard Z. Sirois
- Yves P. Pelletier
- Alex Perron